# Dywizja Piechoty Hamburg
Dywizja Piechoty Hamburg (niem. Infanterie-Division Hamburg) – niemiecka dywizja piechoty.
Sformowana 8 marca jako 304 Dywizja Piechoty, dwa dni później przemianowana na Dywizję Piechoty Hamburg. Pułki piechoty i artylerii dywizji składały się tylko z dwóch batalionów. Oddziały bojowe dywizji zostały wysłane do Wesel i tam rozdysponowane pomiędzy inne jednostki, a sztab dywizji wysłano do Essen i przemianowano na 618 Sztab Dywizyjny z.b.V. 

## Skład
- 558 pułk grenadierów
- 559 pułk grenadierów
- 324 pułk artylerii
- 324 pułk fizylierów
- 324 batalion inżynieryjny
- 324 batalion łączności
- 324 dywizyjne oddziały zaopatrzenia